# Colophon
Colophon es un género de coleóptero de la familia Lucanidae.

## Especies
Las especies de este género son:
- Colophon barnardi
- Colophon berrisfordi
- Colophon cameroni
- Colophon cassoni
- Colophon eastmani
  - Colophon eastmani eastmani
  - Colophon eastmani nagaii
- Colophon endroedyi
- Colophon haughtoni
- Colophon izardi
- Colophon kawaii
- Colophon montisatris
- Colophon neli
- Colophon oweni
- Colophon primosi
- Colophon stockoei
- Colophon thunbergi
- Colophon westwoodi
- Colophon whitei